# Estadio Stanford
El Estadio Stanford (en inglés: Stanford Stadium) es un estadio de fútbol y de fútbol americano, situado en Stanford, en el estado de California en Estados Unidos. Se ubica en el campus de la Universidad de Stanford en el Área de la Bahía de San Francisco, y es sede de los partidos de fútbol americano de los Stanford Cardinal.
El primer juego realizado en este estadio fue en noviembre de 1921, en el cual California venció a Stanford 42-7. La capacidad para personas sentadas era originalmente de 60 000 pero luego de varias remodelaciones alcanzó un máximo de 85 500 plazas en 1927. La última pista atlética fue instalada en 1978, y fue removida luego de la temporada de fútbol americano del 2005, a la vez que se redujo la capacidad a 50 000 espectadores.
Stanford fue sede del Super Bowl XIX, disputado en 1985, en el que los San Francisco 49ers derrotaron a los Miami Dolphins. Junto al Rose Bowl Stadium es de los pocos estadios que albergar un Super Bowl sin albergar equipos de la National Football League. En octubre de 1989, los 49ers jugaron un partido de temporada regular contra los New England Patriots en Stanford, debido a daños en su propio estadio tras el terremoto de Loma Prieta ocurrido cinco días atrás.
Por otra parte, el estadio ha albergado varios partidos de fútbol. Allí se jugaron nueve encuentros de los Juegos Olímpicos de 1984, entre ellos el partido inaugural de la selección de Estados Unidos y una semifinal. En la Copa Mundial de Fútbol de 1994 albergó seis partidos, incluyendo uno de cuartos de final. En la Copa Mundial Femenina de Fútbol se disputó la semifinal entre Estados Unidos y Brasil.
Además, los San José Earthquakes de la Major League Soccer han jugado un partido anual en Stanford: contra los New York Red Bulls en 2011 y contra Los Ángeles Galaxy desde 2012 a 2019.

## Copa Mundial de Fútbol de 1994

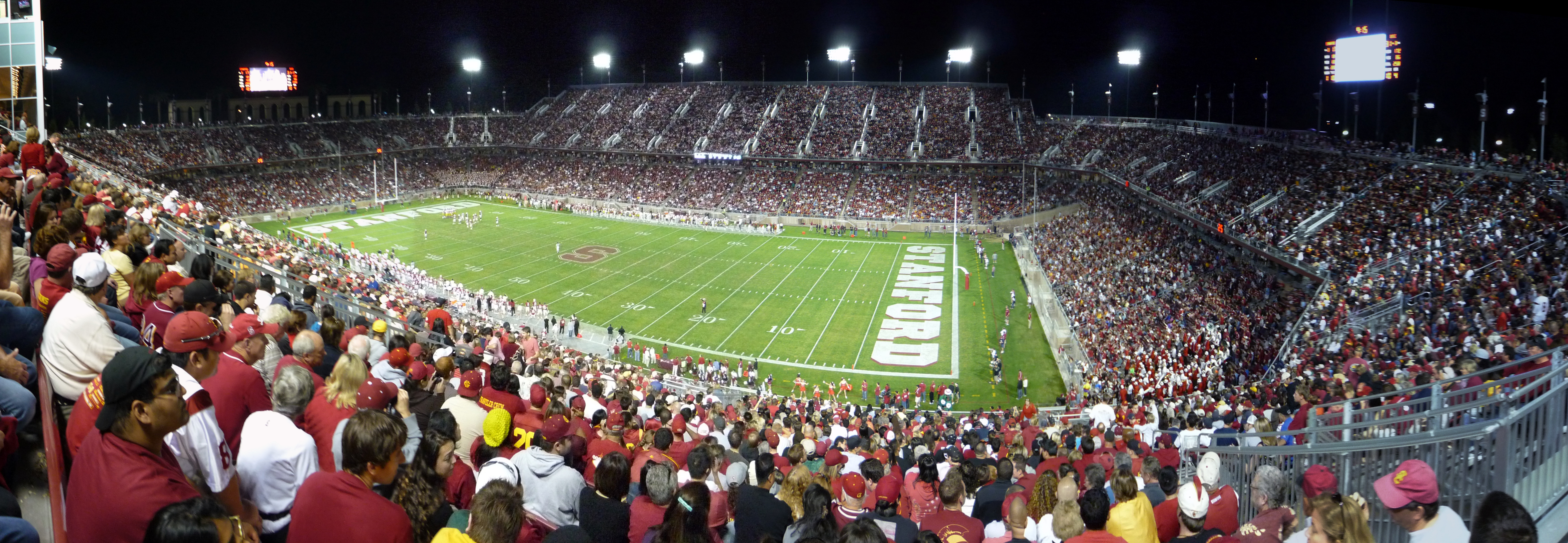

| Fecha       | Fase             | Equipo   |                     | Resultado |                           | Equipo         | Espectadores |
| ----------- | ---------------- | -------- | ------------------- | --------- | ------------------------- | -------------- | ------------ |
| 20 de junio | Primera fase     | Brasil   | Bandera de Brasil   | 2 - 0     | Bandera de Rusia          | Rusia          | 81 061       |
| 24 de junio | Primera fase     | Brasil   | Bandera de Brasil   | 3 - 0     | Bandera de Camerún        | Camerún        | 83 461       |
| 26 de junio | Primera fase     | Colombia | Bandera de Colombia | 2 - 0     | Bandera de Suiza          | Suiza          | 83 401       |
| 28 de junio | Primera fase     | Rusia    | Bandera de Rusia    | 6 - 1     | Bandera de Camerún        | Camerún        | 74 914       |
| 4 de julio  | Octavos de final | Brasil   | Bandera de Brasil   | 1 - 0     | Bandera de Estados Unidos | Estados Unidos | 84 147       |
| 10 de julio | Cuartos de final | Rumania  | Bandera de Rumania  | 2 - 2     | Bandera de Suecia         | Suecia         | 83 500       |